# Tony Gallopin
Tony Gallopin (* 24. května 1988) je francouzský profesionální silniční cyklista, jenž naposledy závodil za UCI WorldTeam Lidl–Trek. Mezi největší úspěchy jeho kariéry patří vítězství v etapách na Tour de France 2014 a Vueltě a España 2018 a v jednodenním závodu Clásica de San Sebastián 2013.

## Kariéra
V srpnu 2013 bylo oznámeno, že Gallopin podepsal dvouletý kontrakt s UCI WorldTeamem Lotto–Belisol od sezóny 2014.
13. července 2014 se Gallopin v deváté etapě Tour de France dostal do úniku, jenž získal necelých 8 minut na dosavadního lídra závodu Vincenza Nibaliho, a v cíli si na 1 den oblékl žlutý dres. O 3 dny později Gallopin ujel v závěrečném sjezdu do Oyonnax a těsně vyhrál jedenáctou etapu před stíhajícím pelotonem.
Na Vueltě a España 2018 Gallopin vyhrál sedmou etapu poté, co zaútočil 3 km před cílem. V květnu 2019 byl jmenován na startovní listině Gira d'Italia 2019.
V červenci 2023 Gallopin oznámil, že po 16 letech profesionální kariéry odejde na konci sezóny do sportovního důchodu. O měsíc později následně oznámil, že v roce 2024 bude působit v týmu Lotto–Dstny, za který v letech 2014–2017 závodil, jako sportovní ředitel.

## Osobní život
18. října 2014 si Gallopin vzal za ženu bývalou francouzskou profesionální cyklistku Marion Rousse. V únoru 2020 Rousse oznámila skrz instagramový post, že se rozvedli.
Jeho otec Joël Gallopin a strýc Guy Gallopin také byli profesionální cyklisté.

## Hlavní výsledky
2005
2. místo Chrono des Nations Juniors
2006
vítěz Chrono des Nations Juniors
Národní šampionát
2. místo časovka juniorů
Mistrovství světa
 3. místo silniční závod juniorů
 3. místo časovka juniorů
Mistrovství Evropy
7. místo silniční závod juniorů
2007
Národní šampionát
2. místo časovka do 23 let
4. místo Chrono Champenois
Tour du Haut-Anjou
9. místo celkově
2008
vítěz Paříž–Tours Espoirs
Thüringen Rundfahrt der U23
3. místo celkově
Mistrovství Evropy
7. místo časovka do 23 let
2009
4. místo Paris–Mantes-en-Yvelines
Tour du Poitou-Charentes
7. místo celkově
8. místo Grand Prix Cristal Energie
2010
Tour de Luxembourg
vítěz 3. etapy
Boucles de la Mayenne
6. místo celkově
Tour de l'Ain
10. místo celkově
2011
Francouzský pohár v silniční cyklistice
celkový vítěz
vítěz Flèche d'Emeraude
2. místo Cholet-Pays de la Loire
Tour de Luxembourg
3. místo celkově
Tour du Limousin
4. místo celkově
vítěz 2. etapy
6. místo Polynormande
6. místo Grand Prix de Plumelec-Morbihan
6. místo Trofeo Magaluf–Palmanova
8. místo Châteauroux Classic
9. místo Tour du Doubs
9. místo Trofeo Palma de Mallorca
10. místo Route Adélie
10. místo Trofeo Inca
2012
Kolem Ománu
3. místo celkově
 vítěz soutěže mladých jezdců
Bayern Rundfahrt
6. místo celkově
 vítěz soutěže mladých jezdců
10. místo Grand Prix Cycliste de Montréal
2013
vítěz Clásica de San Sebastián
Národní šampionát
3. místo silniční závod
Circuit de la Sarthe
4. místo celkově
2014
Tour de France
vítěz 11. etapy
lídr  po 9. etapě
2. místo Grand Prix de Wallonie
3. místo Grand Prix Cycliste de Montréal
3. místo Brabantský šíp
5. místo Clásica de San Sebastián
Mistrovství světa
6. místo silniční závod
6. místo E3 Harelbeke
Étoile de Bessèges
7. místo celkově
9. místo Grand Prix Cycliste de Québec
Paříž–Nice
10. místo celkově
2015
Národní šampionát
2. místo silniční závod
Étoile de Bessèges
2. místo celkově
vítěz 4. etapy (ITT)
4. místo International Road Cycling Challenge
4. místo Brabantský šíp
Paříž–Nice
6. místo celkově
vítěz 6. etapy
6. místo Amstel Gold Race
Mistrovství světa
7. místo silniční závod
7. místo Il Lombardia
8. místo Grand Prix Cycliste de Québec
9. místo Milán – San Remo
2016
vítěz Grand Prix de Wallonie
Národní šampionát
2. místo silniční závod
3. místo časovka
Étoile de Bessèges
2. místo celkově
2. místo Clásica de San Sebastián
3. místo Brabantský šíp
Tour of Britain
4. místo celkově
Volta ao Algarve
6. místo celkově
Mistrovství Evropy
7. místo silniční závod
Paříž–Nice
8. místo celkově
8. místo Grand Prix d'Ouverture La Marseillaise
2017
Étoile de Bessèges
2. místo celkově
vítěz 5. etapy (ITT)
2. místo Clásica de San Sebastián
2. místo Grand Prix de Wallonie
Volta ao Algarve
3. místo celkově
5. místo Grand Prix d'Ouverture La Marseillaise
6. místo Grand Prix Cycliste de Montréal
9. místo Grand Prix Cycliste de Québec
Paříž–Nice
10. místo celkově
Kolem Norska
10. místo celkově
2018
Étoile de Bessèges
 celkový vítěz
vítěz 5. etapy (ITT)
Vuelta a España
vítěz 7. etapy
Národní šampionát
2. místo časovka
Tour La Provence
2. místo celkově
9. místo Grand Prix d'Ouverture La Marseillaise
2019
Tour Poitou-Charentes en Nouvelle-Aquitaine
2. místo celkově
Tour de La Provence
3. místo celkově
Route d'Occitanie
4. místo celkově
9. místo Grand Prix de Wallonie
9. místo Mont Ventoux Dénivelé Challenge
2021
UAE Tour
 vítěz sprinterské soutěže
2022
7. místo GP Industria & Artigianato di Larciano
10. místo Binche–Chimay–Binche
2023
2. místo Circuito de Getxo
Národní šampionát
4. místo silniční závod
8. místo GP Industria & Artigianato di Larciano

### Výsledky na etapových závodech
| Výsledky na Grand Tours        |      |      |      |      |      |      |      |      |      |      |      |      |      |      |
| Grand Tour                     | 2010 | 2011 | 2012 | 2013 | 2014 | 2015 | 2016 | 2017 | 2018 | 2019 | 2020 | 2021 | 2022 | 2023 |
| Giro d'Italia                  | —    | —    | —    | —    | —    | —    | —    | —    | —    | DNF  | DNF  | 60   | —    | —    |
| Tour de France                 | —    | 78   | DNF  | 58   | 29   | 31   | 71   | 21   | DNF  | 56   | —    | —    | 37   | 86   |
| Vuelta a España                | 89   | —    | —    | —    | —    | —    | —    | —    | 11   | —    | —    | —    | —    | —    |
| Výsledky na etapových závodech |      |      |      |      |      |      |      |      |      |      |      |      |      |      |
| Závod                          | 2010 | 2011 | 2012 | 2013 | 2014 | 2015 | 2016 | 2017 | 2018 | 2019 | 2020 | 2021 | 2022 | 2023 |
| Paříž–Nice                     | —    | DNF  | —    | 41   | 10   | 6    | 8    | 10   | 28   | DNF  | —    | —    | —    | —    |
| Tirreno–Adriatico              | —    | —    | DNF  | —    | —    | —    | —    | —    | —    | —    | —    | —    | —    | —    |
| Volta a Catalunya              | —    | —    | —    | —    | —    | —    | —    | —    | —    | DNF  | NS   | DNF  | —    | —    |
| Kolem Baskicka                 | —    | —    | —    | —    | —    | DNF  | DNF  | —    | —    | —    | NS   | —    | 48   | 40   |
| Tour de Romandie               | —    | —    | —    | —    | —    | —    | —    | —    | —    | —    | NS   | —    | —    | 44   |
| Critérium du Dauphiné          | —    | —    | 32   | 33   | 27   | 30   | 44   | 38   | 31   | —    | 85   | —    | 62   | —    |
| Tour de Suisse                 | —    | —    | —    | —    | —    | —    | —    | —    | —    | —    | NS   | —    | —    | 36   |

| —   | Nezúčastnil se |
| DNF | Nedokončil     |
| NS  | Nejelo se      |